# Abraham Janssens
Abraham Janssens van Nuyssen (ou Jansens), dit Abraham Janssens, né en 1575 à Anvers, où il est mort en 1632, est un peintre flamand baroque. Il est surtout connu pour ses œuvres religieuses et mythologiques, qui révèlent l'influence du Caravage. Il était le premier peintre d'histoire en Flandre avant le retour de Rubens d'Italie en 1608.

## Biographie
Abraham Janssens est né à Anvers probablement en 1575 comme fils de Jan Janssens et Roelofken Van Huysen ou van Nuyssen. Il est inscrit comme élève de Jan Snellinck dans les registres de la guilde de Saint-Luc en 1585. Il voyage en Italie où il réside principalement à Rome entre 1597 et 1602.
Le 1er mai 1602, il épouse Sarah Goetkint (morte à Anvers le 7 avril 1644) avec qui il a 8 enfants, dont cinq sont encore en vie au moment de sa mort : Maria Anna (la future femme de Jan Brueghel le Jeune), Sara, Catharina épouse de Jean Valdor (1616-1675) célèbre marchand d'art et représentant du prince-évêque de Liège, Lucrèce et Abraham II. Janssens devient maître à la guilde de Saint-Luc d'Anvers en 1602. Il est doyen en 1607.
Abraham Janssens séjourne longtemps en Italie, où il s'approprie la manière des artistes de ce pays. Jusqu'au retour d'Italie de Pierre-Paul Rubens en 1608, il était considéré comme le chef de fil des peintres d'histoire des Flandres. Le style des deux artistes était comparable mais, dans la précision du dessin, Janssens dépasse son contemporain. Si la composition de leur peinture et leur manière de traiter le nu artistique est semblable, Rubens a une plus grande maîtrise des couleurs et, d'une manière générale, une plus grande liberté dans son travail. Cependant, le retour de Rubens n'a pas tout de suite éclipsé la carrière de Janssens qui continue de recevoir d'importantes commandes publiques pendant quelques années, à l'instar de Scaldis et Antwerpia réalisée en 1609 pour la mairie d'Anvers.
En 1610, le peintre a rejoint la Guilde des Romanistes, une société d'humanistes et d'artistes anversois ayant fait le voyage à Rome. Le rang social élevé de nombre des adhérents lui ont sans doute fait rencontrer des mécènes.
Maître du clair-obscur, il aime que sa peinture soit faite de forts contrastes de lumière et d'ombre. Parmi ses élèves, on peut citer son fils Abraham Janssens II, ainsi que Giovanni di Filippo del Campo, Michele Desubleo, Nicolas Régnier, Gerard Seghers et Theodore Rombouts,.

## Carrière
Abraham Janssens a privilégié les sujets religieux, mythologiques ou allégoriques tout au long de sa carrière. Il a également produit quelques portraits et scènes de genres allégoriques figurant les cinq sens ou les sept pêchés capitaux. Plusieurs de ses œuvres sont signées "Janssens van Nuyssen". Cela fait probablement référence au nom de sa mère afin de se distinguer, Janssens étant un nom commun dans les Flandres du XVIIème siècle.

## Collections publiques

### Œuvres conservées dans des collections étrangères
Certaines de ses œuvres sont conservées au musée d'Anvers et à la galerie de Vienne. De nombreuses églises en Belgique possèdent un de ses tableaux, mais ses chefs-d'œuvre sont dans l'église des Carmes à Anvers.
- Hercule, Pan et Omphale (1607), Copenhague, Statens Museum for Kunst
- Jupiter réprimandé par Vénus (1612-1613), Art Institute of Chicago.
- Lascivia, Musées Royaux des Beaux-Arts de Belgique
- La Paix et l'Abondance nouant les flèches de la Guerre (1614), Wolverhampton Art Gallery (en)
- Vénus et Adonis, Vienne, musée d'Histoire de l'art de Vienne
- Scaldis et Antverpia, Anvers, musée royal des Beaux-Arts d'Anvers
- Sine Cerere et Baccho friget Venus, Sibiu, musée national Brukenthal

### Œuvres conservées dans des collections françaises
- Noli me tangere, en collaboration avec Jan Wildens, musée des Beaux-Arts de Dunkerque
- L'Adoration des mages, musée municipal de la tour abbatiale de Saint-Amand-les-Eaux
- Méléagre et Atalante (1625), Le Havre, musée d'Art moderne André-Malraux
- L'Allégresse et la Mélancolie, Dijon, musée Magnin
- Le couronnement d'épine, Toulouse, musée des Augustins

Œuvres d'Abraham Janssens
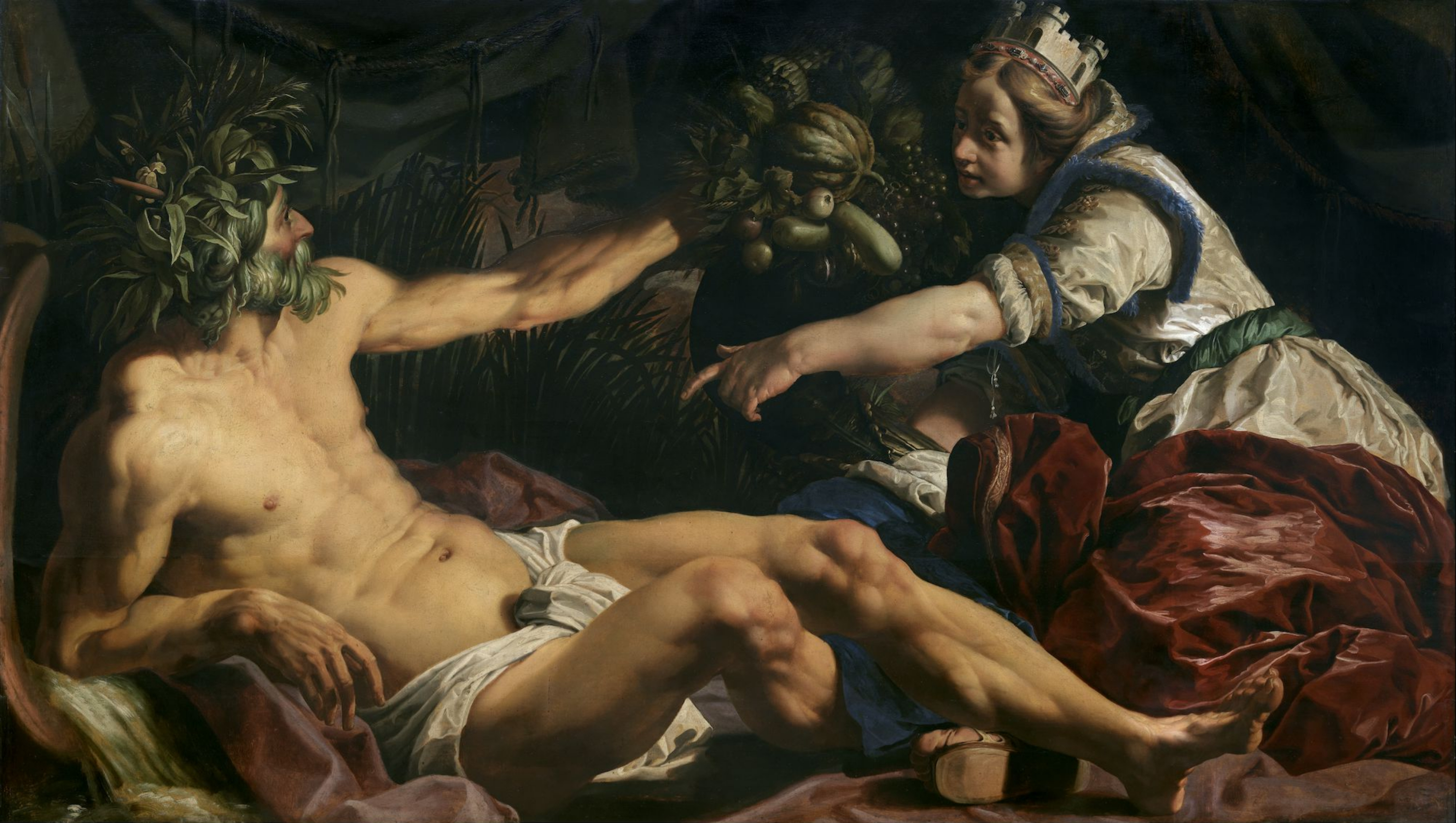
Scaldis et Antwerpia (1609), musée royal des Beaux-Arts d'Anvers.
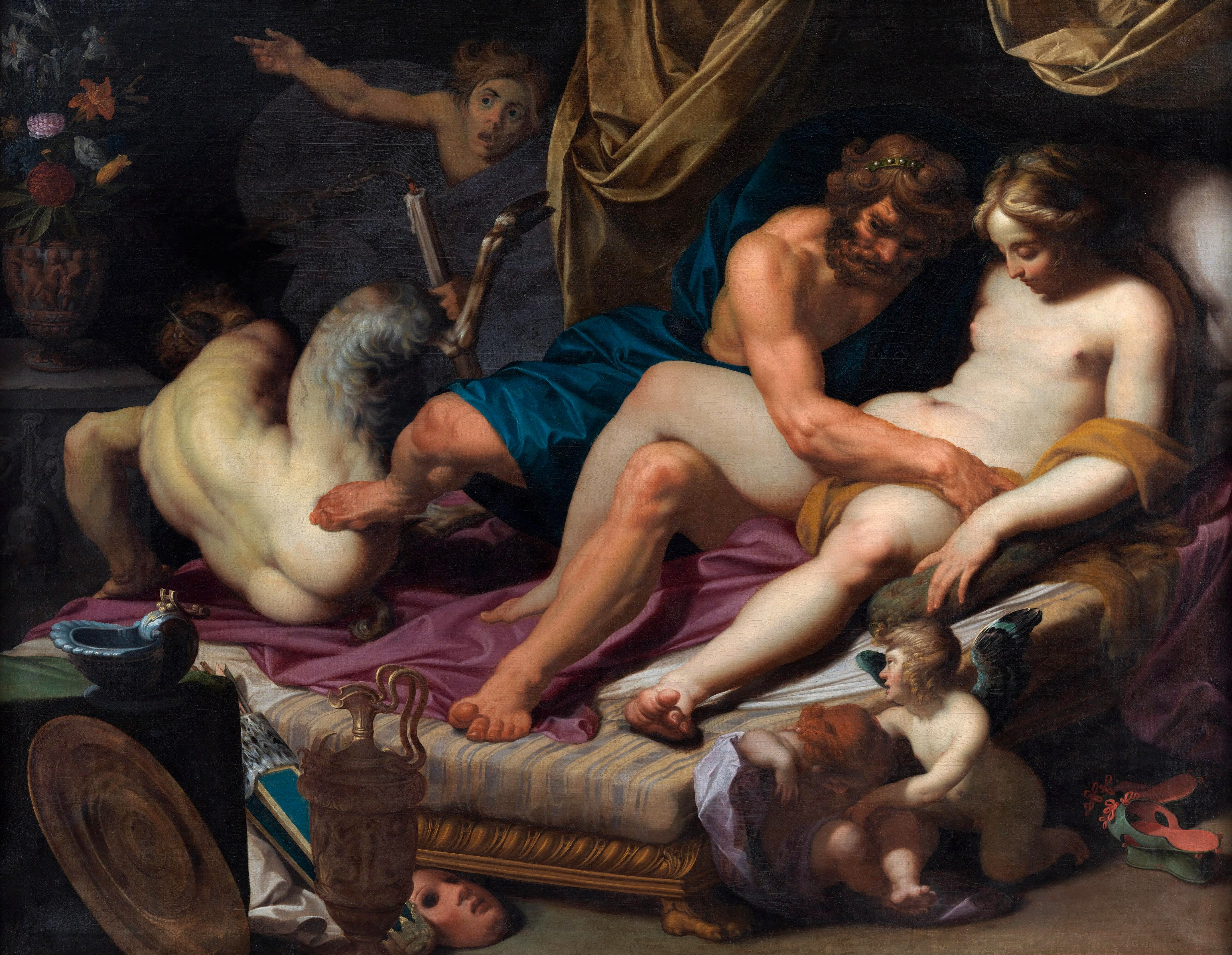
Hercule, Pan et Omphale, Statens Museum for Kunst.
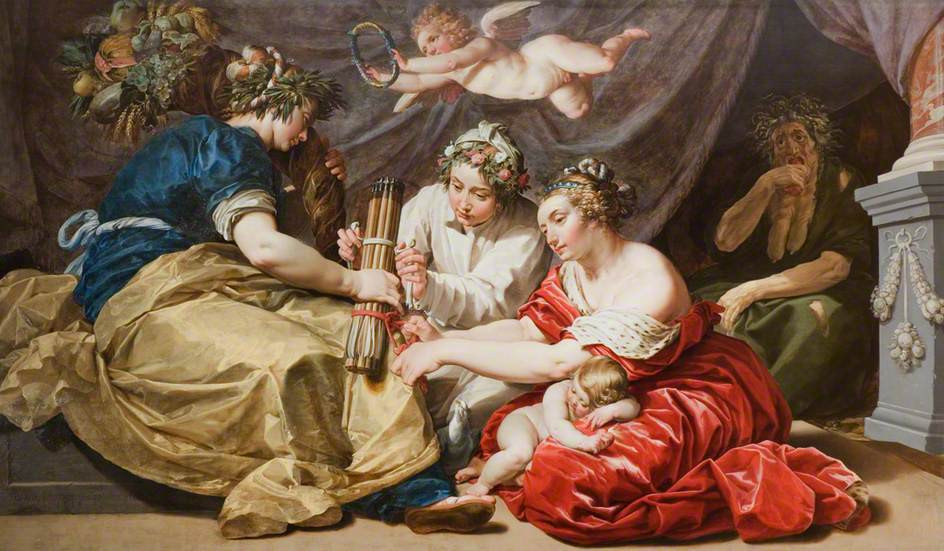
Paix et Abondance, Wolverhampton, Wolverhampton Art Gallery.
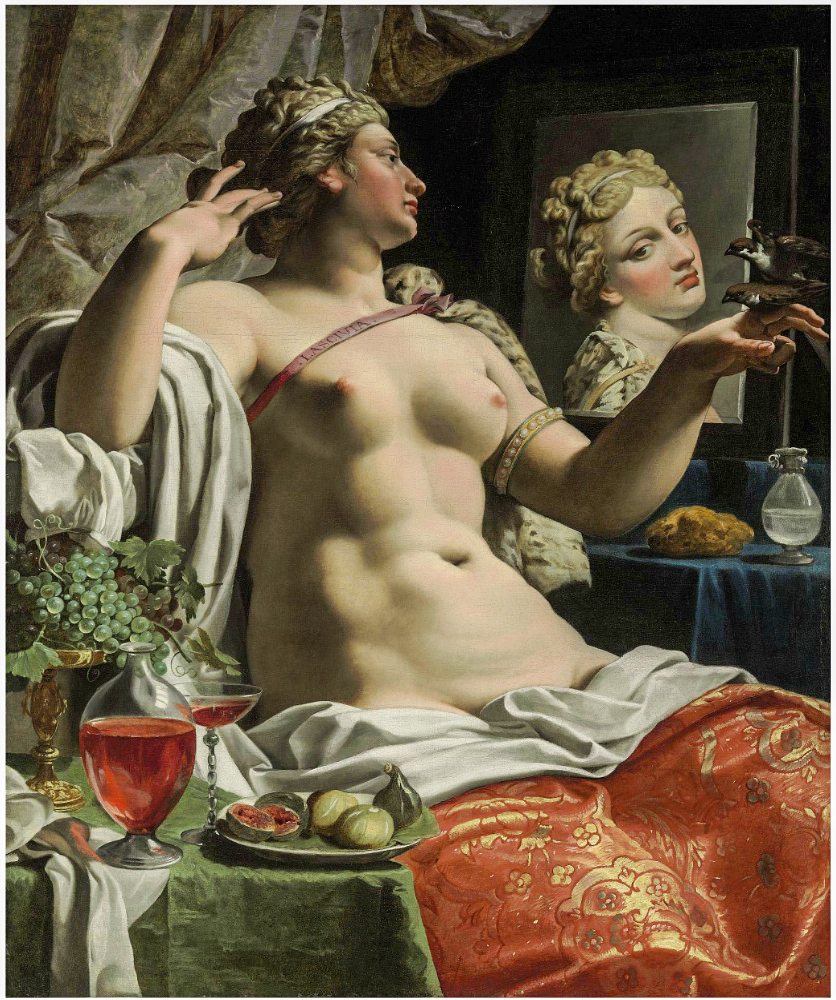
Lascivia